# عمر القزابري
عمر القزابري (4 أغسطس 1974) إمام مسجد الحسن الثاني،تلقى القرآن في صغره على يد والده الشيخ أحمد القزابري وهو من علماء مراكش، حيث ختم القرآن في سن 11 سنة، حصل على شهادة الثانوية العامة في التعليم الأصيل من مدرسة ابن يوسف بمراكش، توفي والده وترك فيه ألم عميق، جعله يسافر بعدها إلى السعودية حيث حضر دروسا بالمعهد الإسلامي بمكة المكرمة سنة 1997م ، وتولى إمامة مسجد الجامعة بجدة، تلقى خلال تلك الفترة القرآن على يد عدد من كبار المشايخ، منهم الشيخ محمود إسماعيل، من علماء الأزهر، والشيخ الفاه الموريتاني، قبل أن يعود إلى المغرب ويتولى الخطابة في مسجد باب الريان بحي الألفة بمدينة الدار البيضاء حيث كانت خطبه تستقطب آلاف المصلين، بعد ذلك قرر الشيخ عمر العودة إلى تعميق دراساته القرآنية، حيث أقام في القاهرة دورة دراسية لختم القراءات العشر على يد الشيخ أحمد عيسى المعصراوي، شيخ عموم القراء بمصر. والشيخ حاليا يشغل منصب إمام مسجد الحسن الثاني بالدارالبيضاء ويتولى أيضا الخطابة في مسجد النسيم بمدينة الدار البيضاء.

## مسيرته
يقول الشيخ عمر القزابري في مقابلة له مع قناة اقرأ عن مسيرته انه حفظ القرآن دون الحادية عشر من عمره على يد السيد الوالد و الذي ترك الأثر الأعظم في حياته، الذي كان قمة في التواضع مع علمه وفهمه.

### رحلته إلى السعودية
كان له صديق يعرف شيخا سعوديا لديه منزل بالدار البيضاء واسمه عبد الرحمن نصيف، معروف عنه ولعه بالقرآن والعلم ولديه شغف كبير بالكتب لدرجة أن لديه واحدة من أضخم المكتبات في السعودية، تقع في جدة، تضم نفائس المؤلفات والمخطوطات النادرة (والتي انحرقت بداية 2009). التقى به ذات مرة على طعام الغذاء فطلب إليه أن يتلوا عليه شيئا من القرآن، وأعجب بقراءته كثيرا لدرجة أنه اقترح عليه السفر معه إلى السعودية.
استضافه في السعودية عبد الرحمن نصيف، في بيته مدة خمس سنوات، كان برنامجه اليومي يبدأ مع صلاة الفجر حيث يأم الناس في مسجد المعمار بمدينة جدة تتبع ذلك جلسة قرآنية، ثم يقوم بعدها إعطاء دروس في المنزل نفسه، في علوم التجويد والقراءات والتفسير لمدة ثلاث ساعات كاملة. وبعد يلتحق بمسجد الجامعة في المدينة نفسها ليصلي بالناس صلاتي المغرب والعشاء والتراويح في رمضان، تتلوها دروس مماثلة في أحكام التجويد والقراءات. كذلك كان يأم الناس في مكة المكرمة في ثاني أكبر مسجد بها بعد بيت الله الحرام.

### العودة إلى المغرب
بعد قضاء 5 سنوات كاملة بالسعودية عاد إلى الوطن. بعد التفجيرات التي ضربت الدار البيضاء يوم 16 ماي 2003 طلب منه التوقف عن إمامة المصلين بمسجد الألفة، حيت كان المسجد يمتلئ عن آخره وكان المصلون يقدمون إليه من كل حدب وصوب فتقطع الشوارع وتمتلئ جنبات المسجد والأماكن القريبة منه بالمصلين. وفي السنة الموالية جاءته دعوة من المملكة العربية السعودية لإمامة الناس في مسجد ابن باز في مكة المكرمة، سافر وفي تلك الفترة تزوج، وبعد زواجه بثلاثة أشهر تقريبا اتصل به مندوب من وزارة الأوقاف المغربية يعلن له اختياره لممارسة الإمامة في مسجد الحسن الثاني. وبدأ الإمامة في رمضان سنة 2005.
سافر إلى ألمانيا برعاية مؤسسة الحسن الثاني للمغاربة المقيمين بالخارج لافتتاح مسجد بمدينة أوفنباخ قرب فرانكفورت. سافر بعدها إلى فرنسا حيث قضى حوالي 20 يوما، افتتح خلالها مؤتمرا حول النبي تحت شعار «إنما بعثت لأتمم مكارم الأخلاق». ألقى خلال هذا اللقاء محاضرة بعنوان «كان خلقه القرآن» لقيت تجاوبا ملفتا من طرف الحضور.

## روابط خارجية
- الموقع الرسمي للشيخ عمر القزابري
- المصحف المرتل للقارئ :عمر القزابري مكتبة طريق الإسلام.